# Club Alianza Lima
Maillots
Actualités
Le Club Alianza Lima est un club péruvien de football basé à Lima. C'est le plus ancien club de football professionnel dans ce pays. Il est fondé le 15 février 1901 sous le nom de Club Sport Alianza par un groupe de jeunes reprenant le nom d'une écurie du président du Pérou de l'époque, Augusto Leguía, où ils avaient l'habitude de jouer. 
Les couleurs du club sont le bleu et le blanc. Au début, le maillot avait les couleurs du drapeau italien car un des fondateurs, Eduardo Pedreschi, était d'origine italienne. Le siège du club est situé dans le quartier populaire de La Victoria à Lima. C'est le 27 décembre 1974 qu'il reçoit de l'État le stade Alejandro Villanueva.
Le club est considéré  comme l'un des trois grands du football péruvien dont il a gagné 25 championnats nationaux. Son grand rival est l'Universitario de Deportes; ils s'opposent dans le Superclásico du football péruvien.

## Histoire

### Les débuts
Onze ans après sa fondation, le Sport Alianza participe au premier championnat amateur de Lima en 1912 et réussit le doublé en remportant celui-ci en 1918 et 1919. Dans les années 1920, le club change de nom et adopte son appellation actuelle de Club Alianza Lima. Il s'octroie les championnats de 1927 et 1928. La fin des années 1920 est également importante dans l'identité du club puisqu'elle voit naître la rivalité Alianza-Universitario, moment très attendu par les supporters des deux clubs.

### Les années 1930
Les années 1930 voient l'éclosion d'une génération exceptionnelle de joueurs de l'Alianza commandée par Alejandro Villanueva où figuraient aussi Juan Valdivieso, Adelfo Magallanes, Jorge Sarmiento, José María Lavalle, entre autres, qui remporta trois fois consécutivement le championnat du Pérou en 1931, 1932 et 1933. Cette génération fut baptisée du nom de Rodillo Negro « le rouleau compresseur noir » en raison de la forte présence de joueurs noirs dans l'équipe.
Néanmoins, cette décennie termine en queue de poisson pour le club. Après avoir perdu la finale du championnat 1934 aux mains de son rival Universitario de Deportes, il descend en 2e division en 1938. Cependant, l'Alianza retrouve rapidement l'élite dès 1940 en remportant le championnat de D2 de l'année précédente.

### Fin de l'amateurisme et avènement du football professionnel
Le retour en première division n'est pas accompagné de résultats majeurs, l'Alianza Lima laisse l'Universitario de Deportes et le Deportivo Municipal se disputer la plupart des titres des années 1940 et doit se contenter du championnat 1948.
L'avènement du football professionnel dans les années 1950 offre l'occasion à l'Alianza de refaire surface : il remporte trois championnats (1952, 1954, 1955) sur la période 1950-1955, puis trois championnats également (1962, 1963, 1965) sur la période 1960-1965. Du reste, les années 1960 voient apparaître des joueurs de grand talent tels que Víctor Pitín Zegarra, Julio Baylón, Pedro Perico León, Luis Babalú Martínez et un jeune Teófilo Cubillas. Ce dernier sera d'ailleurs la figure de proue du football péruvien de la décennie suivante.

### Les années 1970
Une autre grande génération fait parler d'elle dans les années 1970 dont le fer de lance est Teófilo Cubillas, accompagné de Hugo Sotil, Jaime Duarte, César Cueto, Guillermo La Rosa, José Velásquez, Freddy Ravello, entre autres. Elle permet à l'Alianza de remporter les championnats de 1975, 1977 et 1978, mais surtout elle lui donne l'occasion de briller sur la scène internationale puisque le club atteint les demi-finales de la Copa Libertadores en 1976 et 1978.

### La tragédie de 1987
Contrairement à la décennie précédente, les années 1980 sont avares en titres. En 1987, l'Alianza Lima occupe la première place du championnat national quand le 8 décembre, l'avion Fokker de la marine péruvienne qui ramène l'équipe de Pucallpa s'abîme en mer à la hauteur de Ventanilla, province constitutionnelle de Callao. Toute la délégation de l'équipe dont l'entraîneur Marcos Calderón périt dans l'accident (seul le pilote survit). Le club doit poursuivre la compétition avec l'équipe réserve, d'anciens joueurs et des joueurs prêtés par d'autres clubs, dont le club chilien de Colo Colo qui avait connu une épreuve similaire.
Dix ans après cette catastrophe, l'équipe remporte le championnat 1997 sous les ordres de l'entraîneur colombien Jorge Luis Pinto mettant fin à une disette de 19 ans sans titre de champion.

### Du centenaire du club à la descente en D2 (2001-2020)
L'Alianza Lima commémore de la meilleure des façons son centenaire d'existence en remportant le championnat du Pérou en 2001. D'ailleurs les années 2000 seront fastes pour le club qui s'octroie les championnats de 2003, 2004 et 2006. 
En 2013, le club teste une nouvelle méthode pour améliorer les performances des joueurs lors des matches en altitude : la prise de viagra, qui, selon le médecin du club, permettrait une meilleure oxygénation. L'entraîneur Wilmar Valencia affirme alors que « si les résultats montrent que cette pilule aide les joueurs, le club l'utilisera ».
Sous la houlette de l'ex-international uruguayen Pablo Bengoechea, l'Alianza remporte avec autorité le championnat 2017, sans avoir besoin de disputer de finale, puisqu'il s'adjuge les tournois d'ouverture et de clôture dudit championnat. Finaliste malheureux des éditions 2018 et 2019 du championnat, qu'il perd face au Sporting Cristal et au Deportivo Binacional, respectivement, le club change d'entraîneur en 2020 et choisit le Chilien Mario Salas Saieg (en) en remplacement de Pablo Bengoechea. Cependant l'Alianza éprouve encore beaucoup de difficultés surtout en Copa Libertadores puisqu'il enchaîne 23 matchs consécutifs sans connaître la moindre victoire dans cette compétition depuis 2012, ce qui constitue la pire série pour un club en Copa Libertadores,. Mario Salas finira par être licencié le 30 octobre 2020 après une sixième défaite de rang (1-2 face au Deportivo Municipal) qui oblige le club à lutter pour le maintien lors du championnat 2020. Le 3 novembre 2020, l'Argentin Daniel Ahmed (en) est intronisé à la tête du club, mais il ne pourra rien faire pour empêcher la descente de celui-ci en deuxième division, une première depuis 1938.

### Retour immédiat du club en D1 (2021-)
Non content de sa relégation sportive, l'Alianza Lima décide de protester auprès du Tribunal arbitral du sport (TAS) les conditions de sa descente en 2e division. Le 17 mars 2021, le TAS décide de manière inespérée sa réintégration au championnat du Pérou de football, ce que la Fédération péruvienne exécute immédiatement. Dans la foulée de cette bonne nouvelle pour le club, celui-ci annonce le retour de Jefferson Farfán dans ses rangs, dix-sept ans après sa dernière apparition sous le maillot de l'Alianza. L'année 2021 est aux antipodes de l'année précédente puisque les Blanquiazules remportent le championnat 2021 en battant le Sporting Cristal lors de la finale (1-0 et 0-0). Ils font même le doublé en remportant le championnat 2022 aux dépens du FBC Melgar (0-1 puis 2-0). Néanmoins, le club rate la passe de trois en s'inclinant en finale du championnat 2023 face à son éternel rival de l'Universitario de Deportes (1-1 puis 0-2). Pour l'anecdote, les dirigeants de l'Alianza Lima ordonnent d'éteindre les lumières du stade Alejandro Villanueva pour empêcher les célébrations des joueurs de l'Universitario.

## Résultats sportifs

### Palmarès
| Compétitions nationales | Compétitions internationales |
| - Championnat du Pérou (25) : - Champion : 1918, 1919, 1927, 1928, 1931, 1932, 1933, 1948, 1952, 1954, 1955, 1962, 1963, 1965, 1975, 1977, 1978, 1997, 2001, 2003, 2004, 2006, 2017, 2021 et 2022. - Vice-champion : 1930, 1934, 1935, 1937, 1943, 1953, 1956, 1961, 1964, 1971, 1982, 1986, 1987, 1993, 1994, 1996, 1999, 2009, 2011, 2018, 2019 et 2023. - Tournoi d'ouverture (6) : - Vainqueur : 1997, 2001, 2004, 2006, 2017 et 2023. - Tournoi de clôture (7) : - Vainqueur : 1997, 1999, 2003, 2017, 2019, 2021 et 2022. - Torneo del Inca (1) : - Vainqueur : 2014. - Finaliste : 2015. - Championnat du Pérou D2 (1) : - Champion : 1939. - Copa de Campeones del Perú (1) : - Vainqueur : 1919. | - Copa Simón Bolívar (1) : - Vainqueur : 1976. - Copa Libertadores : - Demi-finaliste : 1976 et 1978. - Copa Sudamericana : - Quart de finaliste : 2002. - Copa Merconorte : - Demi-finaliste : 1999. |

### Bilan et records
| - Saisons au sein du championnat du Pérou : 107 (1912-1938 / 1940-). - Saisons au sein du championnat du Pérou D2 : 1 (1939). - Saisons au sein de la Copa Perú (D3) : 0. - Plus large victoire obtenue en compétition officielle : - Alianza Lima 11:0 Sport Pilsen (championnat 1984). - Plus large défaite concédée en compétition officielle : - Sport Boys 8:1 Alianza Lima (championnat 1972). | - Copa Libertadores : 30 participations. - Copa Sudamericana : 4 participations (2002, 2003, 2014, 2017). - Copa CONMEBOL : 1 participation (1996). - Copa Merconorte : 4 participations (1998, 1999, 2000, 2001). - Copa Simón Bolívar : 1 participation (1976). - Plus large victoire obtenue en compétition officielle : - Alianza Lima 6:0 Jorge Wilstermann (Copa Libertadores 1995). - Plus large défaite concédée en compétition officielle : - River Plate 8:1 Alianza Lima (Copa Libertadores 2022). Note: en italique, tournois disparus. |

## Couleurs et logo

### Logos
|                     |                          |                          |                            |
| Logo du club (1927) | Logo du club (1970-1987) | Logo du club (1988-2010) | Logo du club (depuis 2011) |

### Maillot
Les couleurs à domicile de l'équipe sont une chemise à rayures verticales bleu marine et blanc, un short bleu marine et des chaussettes bleu marine. Ses couleurs à l’extérieur ne sont ni couramment utilisées ni bien établies, jouant parfois en bleu, blanc ou vert.
Au cours du mois d'octobre, en hommage au Seigneur des Miracles, patron de l'équipe, les couleurs normales passent au violet et au blanc. En effet, la couleur pourpre est souvent associée à l'image religieuse et à sa procession.
Historique
| (1901–11) | (1912–19) | (1912–45) | (1920–25) | (1926–2009) | (2010) | (2011) | (2012) | (2013) | (2014) |

| (2015) | (2016) | (2017) | (2018) | (2019) | (2020) | (2021) | (2022) | (2023) | Maillot utilisé en octobre |  |

## Structures du club

### Stade Alejandro Villanueva
Le stade Alejandro Villanueva est l'enceinte où l'équipe joue ses matchs à domicile. Sa construction fut annoncée le 15 février 1951, le jour où le club fêtait ses noces d'or, sur un terrain offert par Manuel A. Odría, Président du Pérou à cette époque. Divers problèmes ont retardé les travaux qui ne commencent qu’à la fin des années 1960. Le responsable de ce projet est l'ingénieur uruguayen Walter Lavalleja Sarries. Une fois terminé, le stade est baptisé Stade Alianza Lima, nom qui sera changé en septembre 2000 en Stade Alejandro Villanueva, reprenant le nom de la principale idole du club. Sa capacité actuelle est de 33 938 places.

## Personnalités historiques du club

### Joueurs

#### Anciens joueurs
En gras les joueurs encore en activité.
| - Ernesto Arakaki - Julio Baylón - Sandro Baylón - Leao Butrón - Félix Castillo - Rinaldo Cruzado - Teofilo Cubillas - César Cueto - Juan de la Vega - Guillermo Delgado - Jaime Duarte - Jefferson Farfán - José González Ganoza | - Manuel Grimaldo - Óscar Gómez Sánchez - Roberto Guizasola - Cornelio Heredia - Juan José Jayo - Juan Joya - Guillermo La Rosa - José María Lavalle - Pedro Pablo León - Adelfo Magallanes - Alberto Montellanos - Máximo Mosquera - Claudio Pizarro | - Juan Quispe - Freddy Ravello - Roberto Rojas - Waldir Sáenz - Juan Emilio Salinas - Jorge Sarmiento - Hugo Sotil - Juan Valdivieso - José Velásquez - Alejandro Villanueva - Víctor Zegarra |

#### Effectif professionnel actuel (2023)
| N° | Nat.                   | Poste | Nom du joueur       |
| -- | ---------------------- | ----- | ------------------- |
|    | Drapeau du Pérou       | G     | Angelo Campos       |
|    | Drapeau du Pérou       | G     | Ítalo Espinoza      |
|    | Drapeau du Pérou       | G     | Franco Saravia      |
|    | Drapeau du Pérou       | G     | Sebastián Amasifuen |
|    | Drapeau du Pérou       | D     | Ricardo Lagos       |
|    | Drapeau de l'Argentine | D     | Santiago García     |
|    | Drapeau du Pérou       | D     | Nicolás Amasifuen   |
|    | Drapeau du Pérou       | D     | Yordi Vílchez       |
|    | Drapeau du Pérou       | D     | Carlos Zambrano     |
|    | Drapeau du Pérou       | D     | Carlos Montoya      |
|    | Drapeau du Pérou       | D     | Edinson Chávez      |
|    | Drapeau de l'Argentine | D     | Gino Peruzzi        |
|    | Drapeau du Pérou       | M     | Pablo Míguez        |
|    | Drapeau du Pérou       | M     | Josepmir Ballón     |
|    | Drapeau du Pérou       | M     | Jesús Castillo      |

| No. | Nat.                   | Position | Nom du joueur        |
| --- | ---------------------- | -------- | -------------------- |
|     | Drapeau de la Colombie | M        | Andrés Andrade       |
|     | Drapeau du Pérou       | M        | Oswaldo Valenzuela   |
|     | Drapeau du Pérou       | M        | Jairo Concha         |
|     | Drapeau du Pérou       | M        | Jorge Del Castillo   |
|     | Drapeau du Pérou       | M        | Mauricio Arrasco     |
|     | Drapeau du Pérou       | M        | Cristian Benavente   |
|     | Drapeau du Pérou       | M        | Christian Cueva      |
|     | Drapeau du Pérou       | A        | Gabriel Costa        |
|     | Drapeau du Pérou       | A        | Franco Zanelatto     |
|     | Drapeau du Pérou       | A        | Bryan Reyna          |
|     | Drapeau de l'Argentine | A        | Hernán Barcos        |
|     | Drapeau du Pérou       | A        | Óscar Pinto          |
|     | Drapeau du Pérou       | A        | Aldair Rodríguez     |
|     | Drapeau de la Colombie | A        | Pablo Sabbag         |
|     | Drapeau du Pérou       | A        | Juan Pablo Goicochea |

### Entraîneurs
Source consultée : Alianza Lima Sitio Oficial
| Pays                   | Nom                     | Période   |
| ---------------------- | ----------------------- | --------- |
|                        | Guillermo Rivero        | 1928-1934 |
|                        | Jorge Sarmiento         | 1935-1937 |
|                        | Julio Quintana          | 1937-1940 |
|                        | Alejandro Villanueva    | 1940      |
|                        | Juan Valdivieso         | 1941      |
|                        | Alejandro Villanueva    | 1941      |
|                        | Gerardo Arce            | 1942-1943 |
|                        | Máximo Lobatón          | 1944      |
| Drapeau de l'Uruguay   | Julio Manisse           | 1944      |
|                        | Domingo Arrillaga       | 1945      |
|                        | Adelfo Magallanes       | 1946-1948 |
|                        | Juan Berastaín          | 1949      |
|                        | Roberto Aramburu        | 1949      |
| Drapeau de l'Italie    | Piado Petrovich         | 1950      |
| Drapeau du Pérou       | Alejandro González      | 1951      |
| Drapeau du Pérou       | Luis Guzmán             | 1952-1953 |
| Drapeau du Pérou       | Carlos Mora             | 1953      |
| Drapeau du Pérou       | Adelfo Magallanes       | 1954-1956 |
| Drapeau de l'Uruguay   | Roberto Scarone         | 1957-1959 |
| Drapeau du Pérou       | Alfonso Huapaya         | 1960      |
|                        | Jaime de Almeyda        | 1961-1966 |
| Drapeau de la Hongrie  | Ladislao Padosky        | 1967      |
| Drapeau du Pérou       | Rafael Castillo Huapaya | 1967      |
|                        | Marinho Rodrigues (pt)  | 1968      |
| Drapeau de l'Uruguay   | Hugo Bagnulo            | 1969-1970 |
| Drapeau du Brésil      | José Gomes Nogueira     | 1971-1972 |
| Drapeau du Pérou       | Roberto Reynoso         | 1972      |
|                        | Dan Georgiádis          | 1972      |
| Drapeau de l'Argentine | "Sabino" Bártoli        | 1973      |
| Drapeau du Pérou       | Segundo Capristán       | 1973      |
| Drapeau du Pérou       | Rafael Castillo Huapaya | 1974      |
| Drapeau du Pérou       | Marcos Calderón         | 1975-1976 |
| Drapeau du Pérou       | Javier Castillo         | 1976      |
| Drapeau de la Grèce    | Dan Georgiádis          | 1976      |

| Pays                   | Nom                     | Période   |
| ---------------------- | ----------------------- | --------- |
| Drapeau du Pérou       | Mario Gonzales          | 1977      |
| Drapeau de l'Uruguay   | Juan E. Hohberg         | 1977-1978 |
| Drapeau du Pérou       | Juan José Tan           | 1979      |
| Drapeau du Paraguay    | César Cubilla           | 1980      |
| Drapeau du Pérou       | Víctor Zegarra          | 1981-1982 |
| Drapeau du Pérou       | Javier Castillo         | 1982      |
| Drapeau du Pérou       | Victor Zegarra          | 1983      |
| Drapeau du Pérou       | Juan José Tan           | 1984-1985 |
| Drapeau du Brésil      | Didi                    | 1986      |
| Drapeau du Pérou       | Javier Castillo         | 1987      |
| Drapeau du Paraguay    | César Cubilla           | 1987      |
| Drapeau du Pérou       | Marcos Calderón         | 1987      |
| Drapeau du Pérou       | Rafael Castillo Huapaya | 1988      |
| Drapeau du Pérou       | Moisés Barack           | 1988      |
| Drapeau du Pérou       | Teófilo Cubillas        | 1988      |
| Drapeau du Pérou       | Miguel Company          | 1989      |
| Drapeau du Brésil      | José Carlos Amaral      | 1990-1991 |
| Drapeau du Pérou       | Rafael Castillo Huapaya | 1991      |
|                        | Simo Vilic              | 1991      |
| Drapeau de l'Argentine | Pedro Dellacha          | 1992      |
| Drapeau du Pérou       | César Cueto             | 1992      |
| Drapeau du Chili       | Miguel Ángel Arrué      | 1992-1994 |
|                        | Iván Brzic              | 1994-1995 |
| Drapeau du Chili       | Ramón Estay             | 1995      |
| Drapeau du Pérou       | Julio César Uribe       | 1995      |
| Drapeau du Brésil      | Gil                     | 1996      |
| Drapeau de la Colombie | Jorge Luis Pinto        | 1997-1998 |
| Drapeau de la Colombie | Edgar Ospina            | 1998-1999 |
| Drapeau de la Colombie | Juan F. Arteaga         | 1999      |
| Drapeau de la Colombie | Jorge Luis Pinto        | 1999      |
| Drapeau du Pérou       | Víctor Zegarra          | 2000      |
| Drapeau du Brésil      | Arthur Bernardes        | 2000      |
| Drapeau du Pérou       | Víctor Zegarra          | 2000      |
| Drapeau du Brésil      | Paulo Autuori           | 2001      |

| Pays                   | Nom                                      | Période   |
| ---------------------- | ---------------------------------------- | --------- |
| Drapeau de la Serbie   | Iván Brzic                               | 2001      |
| Drapeau du Pérou       | Jaime Duarte                             | 2001      |
| Drapeau de l'Espagne   | Bernabé Herráez                          | 2001      |
| Drapeau du Pérou       | Franco Navarro                           | 2002      |
| Drapeau de la Colombie | José "Chepe" Torres                      | 2002      |
| Drapeau de l'Argentine | Gustavo Costas                           | 2003-2004 |
| Drapeau de l'Argentine | Rubén Darío Insúa                        | 2005      |
| Drapeau du Pérou       | Wilmar Valencia                          | 2005      |
| Drapeau du Pérou       | Roberto Chale                            | 2005      |
| Drapeau de l'Uruguay   | Gerardo Pelusso                          | 2006-2007 |
| Drapeau de l'Uruguay   | Diego Vicente Aguirre                    | 2007      |
| Drapeau du Chili       | Miguel Ángel Arrué                       | 2007-2008 |
| Drapeau du Venezuela   | Richard Páez                             | 2008      |
| Drapeau de l'Argentine | Gustavo Costas                           | 2009-2011 |
| Drapeau du Pérou       | José Soto                                | 2012      |
| Drapeau du Pérou       | Wilmar Valencia                          | 2013      |
| Drapeau du Pérou       | Francisco Pizarro (intérim)              | 2013      |
| Drapeau de l'Uruguay   | Guillermo Sanguinetti                    | 2014-2015 |
| Drapeau de l'Uruguay   | Gustavo Roverano                         | 2015      |
| Drapeau du Pérou       | Francisco Pizarro (intérim)              | 2015      |
| Drapeau du Pérou       | Roberto Mosquera                         | 2016      |
| Drapeau du Pérou       | Juan José Jayo (intérim)                 | 2016      |
| Drapeau de l'Uruguay   | Pablo Bengoechea                         | 2017-2018 |
| Drapeau de l'Argentine | Miguel Ángel Russo                       | 2019      |
| Drapeau du Pérou       | Víctor Reyes (intérim)                   | 2019      |
| Drapeau de l'Uruguay   | Pablo Bengoechea                         | 2019-2020 |
| Drapeau du Pérou       | Guillermo Salas & Jaime Duarte (intérim) | 2020      |
| Drapeau du Chili       | Mario Salas Saieg (en)                   | 2020      |
| Drapeau du Pérou       | Guillermo Salas (intérim)                | 2020      |
| Drapeau de l'Argentine | Daniel Ahmed (en)                        | 2020      |
| Drapeau de l'Argentine | Carlos Bustos (en)                       | 2021-2022 |
| Drapeau du Pérou       | Guillermo Salas                          | 2022-2023 |
| Drapeau de la Colombie | Nixon Perea (intérim)                    | 2023      |
| Drapeau de l'Uruguay   | Mauricio Larriera (en)                   | 2023      |
| Drapeau de la Colombie | Alejandro Restrepo (en)                  | 2023-2024 |
| Drapeau de l'Argentine | Mariano Soso (en)                        | 2024      |

## Culture populaire

### Surnoms et supporters
Avec plus de 100 ans d'histoire, l'Alianza Lima cumule les surnoms. On peut citer entre autres : El Equipo del Pueblo « l'équipe du peuple », El Rodillo Negro « le rouleau compresseur noir », Los Potrillos « les poulains », Los Íntimos de La Victoria, Aliancistas, Grones, Blanquiazules, Blanquimorados, Victorianos, etc.
En outre, le club possède une barra brava appelée Comando Sur, fondée le 4 décembre 1972, située dans la tribune sud du stade Alejandro Villanueva.

### Rivalités
L'Alianza Lima entretient une intense rivalité avec l'Universitario de Deportes. Leurs confrontations sont connues sous le nom de Superclásico et constituent un moment important du championnat du Pérou. Il existe également une rivalité de popularité entre ces deux clubs qui se partagent les sympathies des Péruviens. Le plus récent sondage de décembre 2018 accorde un léger avantage à l'Alianza sur l'Universitario (26 % de préférence pour les premiers contre 19 % chez les seconds).
L'Alianza connaît un autre antagonisme important avec le Sporting Cristal, le 3e club le plus titré du pays, les deux clubs ayant disputé plusieurs finales de championnat (1961, 2003, 2004, 2018 et 2021).

### Traditions
L'Alianza Lima occupe une place importante dans la culture populaire péruvienne dont le nom est cité dans des chants, des compositions diverses et des valses. Par exemple, le compositeur péruvien Felipe Pinglo Alva, admirant le jeu de son idole Alejandro Villanueva, décide de mettre en valeur ses vertus dans le football en composant la valse Alejandro Villanueva.
Le club a intégré dans ses habitudes certains traits de la tradition catholique du Pérou. En effet, l'équipe change d'uniforme en octobre, le pourpre remplaçant le bleu, référence au Seigneur des Miracles dont la dévotion (en octobre) est vivace tant chez les supporters que chez certains joueurs. Encore aujourd'hui, au pied des marches qui mènent du vestiaire au terrain, il y a une mosaïque avec la figure du Seigneur des Miracles, devant laquelle certains joueurs se signent avant de jouer.
L'influence de l'Alianza Lima a dépassé les frontières du Pérou comme en témoigne l'existence au Salvador de l'Alianza Fútbol Club.